# Kanton Pont-de-Chéruy
Kanton Pont-de-Chéruy (fr. Canton de Pont-de-Chéruy) je francouzský kanton v departementu Isère v regionu Rhône-Alpes. Skládá se ze šesti obcí.

## Obce kantonu
- Anthon
- Charvieu-Chavagneux
- Chavanoz
- Janneyrias
- Pont-de-Chéruy
- Villette-d'Anthon